# Вільгельм Нейрат
Вільгельм Нейрат (нар . 31 травня 1840, Санкт-Георген, округ Пресбург ; † 9 березня 1901, Відень ) — австрійський економіст.
Отримавши докторський ступінь, Нейрат став приват-доцентом у Віденському технологічному університеті. Потім він став доцентом Університету природних ресурсів і наук про життя.
Вільгельм Нейрат був батьком Отто Нейрата.

## Наукові праці
- Volkswirthschaftliche und Socialphilosophische Essays (1880)
- Elemente der Volkswirthschaftslehre (Wien, 1882)
- System der Sozialen und Politischen Oekonomie (eb. 1885)
- Das Recht auf Arbeit und das Sittliche in der Volkswirthschaft (eb. 1886)
- Wahre Ursachen der Überproduktionskrisen (1892)
- Das Sinken des Zinsfusses (eb. 1893)
- Die Fundamente der Volkswirthschaftslehre: Kritik und Neugestaltung (Leipzig, 1894), zuerst veröffentlicht in Rothschilds Taschenbuch für Kaufleute
- Das Hauptproblem der Modernen Volkswirtschaft (Wien, 1899)